# Poggio Tre Cancelli
Poggio Tre Cancelli è una zona di protezione speciale della Toscana, è inoltre sito di interesse regionale. 
Come SIR è interamente compreso nel sistema di aree protette costituito dalla Riserva statale integrale “Poggio Tre Cancelli" e dal Parco interprovinciale di Montioni, in provincia di Grosseto.
L'area è tutelata anche come ZPS per la copertura forestale quasi continua e scarsissimo disturbo antropico.
I principali elementi di criticità interni ed esterni al sito sono:
- Rischio d'incendi.
- Eccessivo carico di ungulati.

Il principale obiettivo di conservazione è il mantenimento dell'integrità della copertura forestale e dei bassi livelli di disturbo antropico (M).
Le indicazioni per le misure di conservazione sono: una verifica-adeguamento della pianificazione forestale, in modo da garantire le conservazione e l'ampliamento delle fasi mature e senescenti, salvaguardando gli alberi di grosse dimensioni e marcescenti (M) e la conservazione-recupero dei diversi stadi di degradazione forestale (B).

## Geomorfologia
La tipologia ambientale prevalente del SIR è data dall'area collinare con boschi di sclerofille e relativi stadi di degradazione a macchia alta, e querceti. L'area forestale indisturbata in buono stato di conservazione è caratterizzata da cedui invecchiati a prevalenza di leccio (Quercus ilex) su rilievi collinari su substrato calcareo. Altre tipologie ambientali rilevanti sono i boschi mesofili negli impluvi.

## Fauna
È presente il biancone (Circaetus gallicus): ben rappresentato nelle aree circostanti (Parco interprovinciale di Montioni), è un possibile nidificante all'interno del sito.